# Napoléon-Maurice Bernardin
Napoléon-Maurice Bernardin, né le 27 novembre 1856 à Paris et mort le 22 juillet 1915 dans la même ville, est un écrivain français, professeur de lettres au Lycée Charlemagne à Paris.

## Biographie
Napoléon Camille Maurice Jean Abraham Bernardin est né dans le 1er arrondissement de Paris le 27 novembre 1856. La princesse Mathilde est sa marraine, qui lui donne son prénom. 
Ancien élève du lycée Charlemagne et de l'École normale supérieure (promotion 1876 l), il enseigne aux lycées de Valenciennes (1879), Évreux (1879-1880), Tours (1880-1881) et Rouen (1881) avant de rejoindre le lycée Charlemagne où il achève sa carrière, à l'exception d'un bref séjour au lycée Janson-de-Sailly (1887-1889). 
Il est distingué par l'Académie française pour ses œuvres : 
- 1895 : Un précurseur de Racine, Tristan l'Hermite, sieur du Solier (1601-1655) - Prix Saintour 1896
- 1912 : L'abbé Frifillis — Scènes du XVIIe siècle[8] - Prix Bordin

À sa mort, le 22 juillet 1915, il était toujours célibataire.

## Distinctions
- Chevalier de la Légion d'honneur, le 21 juillet 1903,
- Officier de la Légion d'honneur, le 11 juillet 1914.